# یواس‌اس هایلر (دی‌دی-۹۹۷)
یواس‌اس هایلر (دی‌دی-۹۹۷) (به انگلیسی: USS Hayler (DD-997)) یک کشتی بود که طول آن 529 ft (161 m) waterline; 563 ft (172 m) overall بود. این کشتی در سال ۱۹۸۲ ساخته شد.